# Edellaubholz
Als Edellaubhölzer oder Edellaubbäume werden in der mitteleuropäischen Forstwirtschaft eine Reihe von Laubbaumarten bezeichnet, die im Gegensatz zur Rotbuche und den Eichen nicht zu den forstlichen Hauptwirtschaftsbaumarten gehören. Der Begriff wird oft synonym mit Buntlaubholz verwendet.

## Arten
Welche Baumarten und Gattungen zu den Edellaubhölzern gezählt werden, ist nicht klar abgegrenzt. In der Regel umfasst der Begriff:
- Arten der Gattung Ahorne – zum Beispiel den Berg-Ahorn,
- Arten der Gattung Ulmen – zum Beispiel die Bergulme,
- die Gemeine Esche,
- Arten der Gattung Prunus – insbesondere die Vogel-Kirsche,
- Arten der Gattung Sorbus (Mehlbeeren) – den Speierling, die Elsbeere, die Vogelbeere und die Echte Mehlbeere,
- Arten der Gattung Malus – vor allem den Holzapfel,
- Arten der Gattung Birnen – insbesondere die Wildbirne.

Oft werden außerdem
- Arten der Gattung Linden und
- der Gattung Walnüsse hinzugezählt.

Gelegentlich trennt man Edellaubhölzer (Ahorne, Esche, Ulmen) von Buntlaubhölzern (Apfelarten, Birnenarten, Prunus-Arten, Sorbus-Arten), um die Farbintensität des Holzes bei den Baumarten aus der Familie der Rosengewächse hervorzuheben.